# Uria
För andra betydelser, se Uria (olika betydelser).

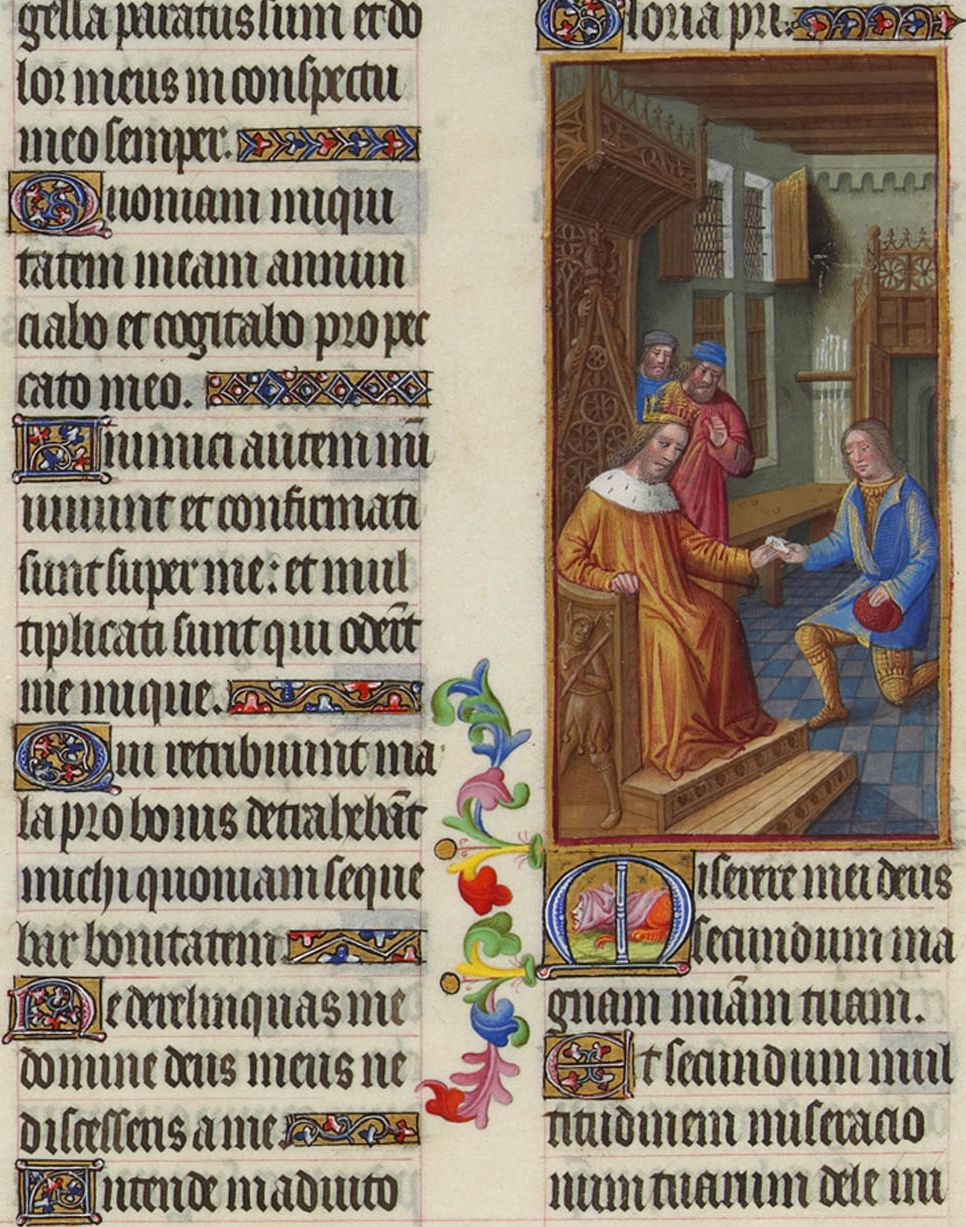
David ger Uria brevet (Très Riches Heures)

Uria (Urias, Uriah eller Urijah) (hebreiska אוּרִיָּה, samtida hebreiska Uriyya) var enligt Gamla Testamentet en hettitisk officer i judakonungen Davids tjänst. Han hade till hustru den sköna Batseba, vilken av kungen, som från sitt tak sett henne i badet, förleddes till äktenskapsbrott enligt Andra Samuelsboken 11.
Följderna därav sökte David i god tid dölja genom att hemkalla Uria från belägringshären vid Rabba, men denna avsikt strandade på Urias vägran att tillbringa natten i sitt hem. Då skickade David honom tillbaka till överbefälhavaren Joab med ett brev, vari denne tillsades att vid nästa utfall ställa Uria på en hotad punkt och lämna honom i sticket. Uria föll i striden, och David upptog Batseba bland sina gemåler. Konungens dubbla förbrytelse bestraffades i frimodiga ord av profeten Natan.
Ett uriasbrev (eller uriebrev) är ett brev, som innebär ofärd för överbringaren.